# Селесте Контін
Селесте Контін (ісп. Celeste Contín; нар. 17 лютого 1978) — колишня аргентинська тенісистка.
Найвищу одиночну позицію світового рейтингу — 236 місце досягла 20 липня 1998, парну — 142 місце — 8 вересня 1997 року.
Здобула 8 одиночних та 11 парних титулів туру ITF.

## Фінали ITF

### Одиночний розряд (8–7)
| турніри $25,000 |
| турніри $10,000 |

| Результат | Ранг | Дата              | Турнір                          | Покриття | Суперниця                   | Рахунок       |
| --------- | ---- | ----------------- | ------------------------------- | -------- | --------------------------- | ------------- |
| Перемога  | 1.   | 8 жовтня 1995     | Ліма, Перу                      | Тверде   | Марія-Фарнес Капістрано     | 6–4, 6–3      |
| Поразка   | 1.   | 5 листопада 1995  | Сантьяго, Чилі                  | Ґрунт    | Міріам Д'Агостіні           | 2–6, 1–6      |
| Перемога  | 2.   | 18 серпня 1996    | Гуаякіль, Еквадор               | Ґрунт    | Крістін Курт                | 6–3, 6–2      |
| Поразка   | 2.   | 8 вересня 1996    | Сантьяго, Чилі                  | Ґрунт    | Лусіана Масанте             | 4–6, 6–2, 2–6 |
| Перемога  | 3.   | 15 вересня 1996   | Буенос-Айрес, Аргентина         | Ґрунт    | Вероніка Стеле              | 7–5, 7–6      |
| Поразка   | 3.   | 3 листопада 1996  | Мінас-Жерайс, Бразилія          | Ґрунт    | Мартіна Неєдли              | 6–7(2), 2–6   |
| Перемога  | 4.   | 11 листопада 1996 | Сан-Паулу, Бразилія             | Ґрунт    | Зденька Малкова             | 6–3, 6–4      |
| Поразка   | 4.   | 7 квітня 1997     | Вінья-дель-Мар, Чилі            | Ґрунт    | Каталін Мароші              | 1–6, 4–6      |
| Поразка   | 5.   | 12 жовтня 1997    | Монтевідео, Уругвай             | Ґрунт    | Кларіса Фернандес           | 6–7, 4–6      |
| Перемога  | 5.   | 12 квітня 1998    | Вінья-дель-Мар, Чилі            | Ґрунт    | Паула Кабесас               | 6–2, 6–4      |
| Поразка   | 6.   | 5 вересня 1999    | Сан-Хуан (Аргентина), Аргентина | Ґрунт    | Роміна Оттобоні             | 1–6, 6–4, 4–6 |
| Поразка   | 7.   | 19 серпня 2002    | Асунсьйон, Парагвай             | Ґрунт    | Марія Фернанда Алвеш        | 1–6, 1–6      |
| Перемога  | 6.   | 1992              | Сантьяго, Чилі                  | Ґрунт    | Бруна Колозіу               | 6–3, 3–6, 6–2 |
| Перемога  | 7.   | 1964              | Сан-Сальвадор, Сальвадор        | Ґрунт    | Жаклін Розен                | 4–6, 6–4, 6–2 |
| Перемога  | 8.   | 6 жовтня 2002     | Мехікалі, Мексика               | Тверде   | Ана Лусія Мільяріні де Леон | 4–6, 6–3, 6–4 |

### Парний розряд (11–9)
| Результат | Ранг | Дата              | Турнір                     | Покриття | Партнерка                   | Суперниці                               | Рахунок       |
| --------- | ---- | ----------------- | -------------------------- | -------- | --------------------------- | --------------------------------------- | ------------- |
| Перемога  | 1.   | 8 вересня 1996    | Сантьяго, Чилі             | Ґрунт    | Роміна Оттобоні             | Рената Бріту Лусіана Масанте            | 6–2, 6–7, 6–3 |
| Перемога  | 2.   | 15 вересня 1996   | Буенос-Айрес, Аргентина    | Ґрунт    | Роміна Оттобоні             | Renata Brito Марія Еухенія Рохас        | 6–4, 4–6, 7–6 |
| Перемога  | 3.   | 22 вересня 1996   | Асунсьйон, Парагвай        | Ґрунт    | Роміна Оттобоні             | Маріана Фаустінеллі Херальдін Айсенберг | 6–2, 4–6, 6–0 |
| Перемога  | 4.   | 3 листопада 1996  | Мінас-Жерайс, Бразилія     | Ґрунт    | Роміна Оттобоні             | Мартіна Неєдли Ліліан Сілва             | 4–6, 6–4, 6–2 |
| Поразка   | 1.   | 7 квітня 1997     | Вінья-дель-Мар, Чилі       | Ґрунт    | Лусіана Масанте             | Каталін Мароші Вероніка Стеле           | 1–6, 7–5, 2–6 |
| Поразка   | 2.   | 4 травня 1997     | Балагер (Іспанія), Іспанія | Ґрунт    | Кончіта Мартінес Гранадос   | Нурія Монтеро Лурдес Домінгес Ліно      | 6–0, 2–6, 4–6 |
| Поразка   | 3.   | 5 жовтня 1997     | Буенос-Айрес, Аргентина    | Ґрунт    | Роміна Оттобоні             | Лаура Монтальво Мерседес Пас            | 6–4, 2–6, 4–6 |
| Поразка   | 4.   | 23 листопада 1997 | Сан-Паулу, Бразилія        | Ґрунт    | Сінтія Торторелла           | Ванесса Менга Міріам Д'Агостіні         | 1–6, 3–6      |
| Поразка   | 5.   | 6 квітня 1998     | Вінья-дель-Мар, Чилі       | Ґрунт    | Паула Кабесас               | Меліса Аревало Даніела Мусколіно        | 3–6, 4–6      |
| Перемога  | 5.   | 27 квітня 1998    | Гатфілд, Велика Британія   | Ґрунт    | Маріам Рамон Клімент        | Ліззі Джелфс Аманда Кін                 | 3–6, 6–3, 6–4 |
| Поразка   | 6.   | 12 вересня 1998   | Мехіко, Мексика            | Тверде   | Джессіка Фернандес          | Седа Норландер Хрістіна Пападакі        | 3–6, 1–6      |
| Перемога  | 6.   | 28 листопада 1999 | Ріо-де-Жанейро, Бразилія   | Ґрунт    | Жоана Кортез                | Міріам Д'Агостіні Карла Тіене           | 6–1, 3–6, 6–3 |
| Перемога  | 7.   | 1 квітня 2001     | Сантьяго, Чилі             | Ґрунт    | Роміна Оттобоні             | Марсела Еванжеліста Летісія Собрал      | 6–1, 6–3      |
| Перемога  | 8.   | 6 квітня 2002     | Белу-Оризонті, Бразилія    | Тверде   | Роміна Оттобоні             | Ванесса Менга Марія Фернанда Алвеш      | 6–4, 2–6, 7–5 |
| Поразка   | 7.   | 3 червня 2002     | Познань, Польща            | Ґрунт    | Ана Лусія Мільяріні де Леон | Йоланда Менс Тессі ван де Вен           | 2–6, 2–6      |
| Перемога  | 9.   | 1992              | Сантьяго, Чилі             | Ґрунт    | Бруна Колозіу               | Ларісса Карвальйо Соледад Есперон       | w/o           |
| Поразка   | 8.   | 29 вересня 2002   | Сан-Сальвадор, Сальвадор   | Ґрунт    | Мікаела Моран               | Жаклін Розен Жаклін Фройліх             | w/o           |
| Перемога  | 10.  | 1 жовтня 2002     | Мехікалі, Мексика          | Тверде   | Ана Лусія Мільяріні де Леон | Марсела Еванжеліста Летісія Собрал      | 6–4, 6–2      |
| Перемога  | 11.  | 7 жовтня 2002     | Лос-Мочіс, Мексика         | Ґрунт    | Ана Лусія Мільяріні де Леон | Хорхеліна Баррера Флоренсія Рівольта    | 7–5, 6–1      |
| Поразка   | 9.   | 14 червня 2002    | Пачука-де-Сото, Мексика    | Ґрунт    | Ана Лусія Мільяріні де Леон | Еріка Кларке Грасіела Велес             | 0–6, 1–6      |